# (301488) 2009 DO140
(301488) 2009 DO140 est un astéroïde de la ceinture principale découvert par le programme LINEAR le 21 février 2009 à Socorro, au Nouveau-Mexique.

## Compléments